# Xochitepec

Xochitepec é um município do estado de Morelos, no México.